# Go nos Jogos Asiáticos de 2010
O torneio de Go foi realizado nos Jogos Asiáticos de 2010 em Cantão pela primeira vez numa edição de Jogos Asiáticos. Os três eventos da competição – equipa masculina, equipa feminina e pares mistos – foram realizados entre os dias 20 e 26 de novembro de 2010 no Instituto de Xadrez de Cantão.
Competidores da China, Hong Kong, Japão, Coreia do Sul, Coreia do Norte, Malásia, Mongólia, Taipé Chinês, Tailândia e Vietnã participaram no Go nos três eventos, embora nem todos os países tenham competido em cada um deles.

## Cronograma
| ● | Rodada | S | Semifinais | F | Finais |

| Evento↓/Data →   | 20 Sáb | 21 Dom | 22 Seg | 22 Seg | 23 Ter | 24 Qua | 25 Qui | 26 Sex | 26 Sex |
| ---------------- | ------ | ------ | ------ | ------ | ------ | ------ | ------ | ------ | ------ |
| Equipe masculina |        |        |        |        | ●●     | ●●     | ●●     | ●      | F      |
| Equipe feminina  |        |        |        |        | ●●     | ●●     | ●●     | ●      | F      |
| Dupla mista      | ●●●    | ●●●    | S      | F      |        |        |        |        |        |

## Nações participantes
Um total de 77 atletas de 10 nações competiram no go nos Jogos Asiáticos de 2010:
- CHN China (10)
- TPE Taipé Chinês (10)
- HKG Hong Kong (4)
- JPN Japão (10)
- MAS Malásia (10)
- MGL Mongólia (2)
- PRK Coreia do Norte (5)
- KOR Coreia do Sul (10)
- THA Tailândia (10)
- VIE Vietnã (6)

## Medalhistas
| Event            | Ouro                                                                                                | Prata                                                           | Bronze                                                                                   |
| ---------------- | --------------------------------------------------------------------------------------------------- | --------------------------------------------------------------- | ---------------------------------------------------------------------------------------- |
| Equipe masculina | KOR Coreia do Sul Lee Chang-ho Kang Dong-yun Lee Sedol Cho Han-seung Park Jeong-hwan Choi Cheol-han | CHN China Chang Hao Gu Li Liu Xing Kong Jie Xie He Zhou Ruiyang | JPN Japão Keigo Yamashita Yuta Iyama Shinji Takao Satoshi Yuki Kimio Yamada Jiro Akiyama |
| Equipe feminina  | KOR Coreia do Sul Lee Min-jin Kim Yoon-yeong Cho Hye-yeon Lee Seul-a                                | CHN China Wang Chenxing Rui Naiwei Song Ronghui Tang Yi         | TPE Taipé Chinês Hsieh Yi-min Joanne Missingham Chang Cheng-ping Wang Jing-yi            |
| Dupla mista      | KOR Coreia do Sul Park Jeong-hwan Lee Seul-a                                                        | CHN China Xie He Song Ronghui                                   | KOR Coreia do Sul Choi Cheol-han Kim Yoon-yeong                                          |

## Tabela geral de medalhas
| Pos.               | País                | Ouro | Prata | Bronze | Total |
| ------------------ | ------------------- | ---- | ----- | ------ | ----- |
| 1                  | Coreia do Sul (KOR) | 3    | 0     | 1      | 4     |
| 2                  | China (CHN)         | 0    | 3     | 0      | 3     |
| 3                  | Japão (JPN)         | 0    | 0     | 1      | 1     |
| 3                  | Taipé Chinês (TPE)  | 0    | 0     | 1      | 1     |
| Total (4 entradas) | Total (4 entradas)  | 3    | 3     | 3      | 9     |